# 애슐리 게라시모비치
애슐리 게라시모비치(Ashley Gerasimovich, 2004년 2월 1일 ~ )는 미국의 배우, 영화배우이다.
뉴욕에서 태어났다.

## 방송
- 디투어 시즌4
- 디투어 시즌3
- 디투어 시즌2
- 디투어
- 루이 1

## 영화
- 어 디퍼런트 썬 (2017년)
- 디투어 (2016년)
- 킵 인 터치 (2015년)
- 테이크 미 투 더 리버 (2015년)
- 케빈에 대하여 (2011년) - 실리아 역
- 페어 게임 (2010년) - 사만다 윌슨 역